# Szaszkó Gabriella
Szaszkó Gabriella (Szentes, 1987. október 5. –) magyar író, műfordító, irodalmi szerkesztő, pszichológus. Leginkább realista irodalmi műveket publikál. Érdeklődik a mentális betegségek, családtörténetek és emberi sorsok iránt.

## Élet és pályafutása
1987-ben született, Kunszentmártonban nőtt fel, majd Budapesten végzett klinikai- és egészségpszichológia szakirányon. 2012-ben költözött el Magyarországról, négy évet töltött Lengyelországban, jelenleg az Egyesült Királyságban, Stratford-upon-Avonben él.
Pályáját novellák publikálásával kezdte 2011-ben. Először a Holnap Magazinban publikált, később jelentek meg novellái az Új Galaxis-ban, és a Spiritart Egyesület novelláskötetében is. 2013-ban Institute of the Mediterranean (IEMed]) és az Anna Lindh Foundation 6. Sea of Words nemzetközi novellapályázatán a 15 döntős között szerepelt.
2016-ban jelent meg első regénye a Maxim kiadó Dream-válogatás sorozatában Maradj velem címen, amely a Pennington-testvérek sorozat kezdőkötete. Azóta is folyamatosan publikál a Maxim kiadónál. A regényeiben olyan témákkal foglalkozik, mint az emberi sorsok, családi kapcsolatok, mentális betegségek és traumák.
2017 óta szabadúszó irodalmi szerkesztőként is dolgozik, emellett 2018-ban kezdte meg pályáját műfordítóként.
2023 óta magyar-brit kettős állampolgár.

## Könyvei
- Maradj velem (regény, Maxim, 2016) – Pennington-testvérek sorozat I.
- Beszélj hozzám (regény, Maxim, 2017) – Pennington-testvérek sorozat II.
- Vigyázz rám (regény, Maxim, 2018) – Pennington-testvérek sorozat III.
- Kora február (regény, Maxim, 2019) – MidLife Crisis duológia I.
- Nyisd ki ezt a naplót! (olvasónapló, Maxim, 2020)
- Késő március (regény, Maxim, 2020) – MidLife Crisis duológia II.
- Engedj el (regény, Maxim, 2021) – Glens Falls sorozat I.
- Maradj velem (bővített kiadás, regény, Maxim, 2021) – Pennington-testvérek sorozat I.
- Végtelen (regény, Maxim, 2022)
- Maradj még (regény, Maxim, 2023) - Glens Falls sorozat II.
- A cukorkagyűjtés (regény, Maxim, 2023)

## Novellái
- Meglátogatjuk a nagyit (Töviskapu Antológia, 2013)
- Az akció (A Preyer Hugo pályázat hivatalos oldala, 2013)
- Az író (Kis Lant Irodalmi Folyóirat, 2014)
- Hajnali csíny (Kurázsi Folyóirat, 2014)
- A szellemsebész (Borzalom a sorok között, 2014)
- Adóparadicsom (OpenHU elektronikus antológia, 2014)
- School of Nations – Nemzetek iskolája (Institute of the Mediterranean – IEMed, 2014)
- New World (The Tophat Raven Magazine, 2014)
- Különös Esküvő (Új Galaxis 22., 2015, szerkesztette: Jobbágy Tibor)
- A könyvtári Fantom (Kalandok és kalandozók II., Spiritart Egyesület, 2016, szerkesztette: Varga-Tamás József)
- Érzelemmentesen (Új-Galaxis 24., 2016., szerkesztette: Jobbágy Tibor)
- We’re Visiting Granny (The Haunted Traveler Anthology, 2017)
- Jupiter Road (Stratford Calling Podcast, 2021)